# Agathia elenaria
Agathia elenaria là một loài bướm đêm trong họ Geometridae.